# ブランブルケイメロミス
ブランブルケイメロミス（学名：Melomys rubicola、英語名：Bramble Cay melomys, Bramble Cay mosaic-tailed rat）は、ネズミ目ネズミ科ネズミ亜科に属する近年の絶滅種であり、オーストラリアのグレート・バリア・リーフの北端に位置し孤立した、植物におおわれたサンゴ礁のケイであるブランブル・ケイの固有種。最後に観察されたのは2009年で、2016年にクイーンズランド州政府とクイーンズランド大学の研究者によって絶滅が宣言され、2015年5月に国際自然保護連合(IUCN)、2019年2月にオーストラリア政府によって正式に絶滅が宣言された。グレート・バリア・リーフの哺乳類の内唯一の固有種で、人為的気候変動により絶滅した最初の哺乳類と言われている。

## 分類
ブランブルケイメロミスは、オーストラリア北部（ファー・ノース・クイーンズランド）、ニューギニア、トレス海峡諸島、インドネシアの島々の湿った生息地に生息する約20種の齧歯類を含み、ネズミ科のネズミ亜科に属するメロミス属の絶滅種である。ブランブルケイメロミスは、グレートバリアの北端に位置する340 x 150メートル（1,120 x 490フィート）の植物におおわれたサンゴ礁のケイであるブランブル・ケイで、イギリスのカッターのブランブルの司令官であるチャールズ・バンプフィールド・ユールにより、1845年4月に初めて発見された。当時、この動物は非常に多かったため、乗組員は楽しみのために弓矢で撃っていた。 1845年5月、博物学者のジョン・マクギリヴレイとジョセフ・ジュークスはフライに乗ってブランブル・ケイを訪れ、正基準標本を収集した。その標本は今日、大英自然史博物館に保管されている。標本から、オールドフィールド・トーマスは1924年に本種をMelomys rubicolaと正式に命名し、記載した。

## 特徴
Melomys rubicolaはマウスより比較的大きく、体長は14.8 - 16.5センチメートル (5+7⁄8 - 6+1⁄2 in) で、尾の長さは14.5 and 18.5センチメートル (5+3⁄4 and 7+1⁄4 in)であった。他のマウスと比較して、尾が長く、耳が短く、足が大きかった。体重は78 and 164グラム (2+3⁄4 and 5+3⁄4 oz)と記録されている。尾は先端でものをつかみやすくなっており、粗い鱗で覆われていた。毛皮は上が赤茶色、下は灰色がかった茶色で、背中には黒い保護毛が生えていた。見た目は近縁種のクイーンズランドメロミスに類似していた。メロミス属の他の種と同様に、鉤鼻を持つと記述されていた。

## 分布と生態

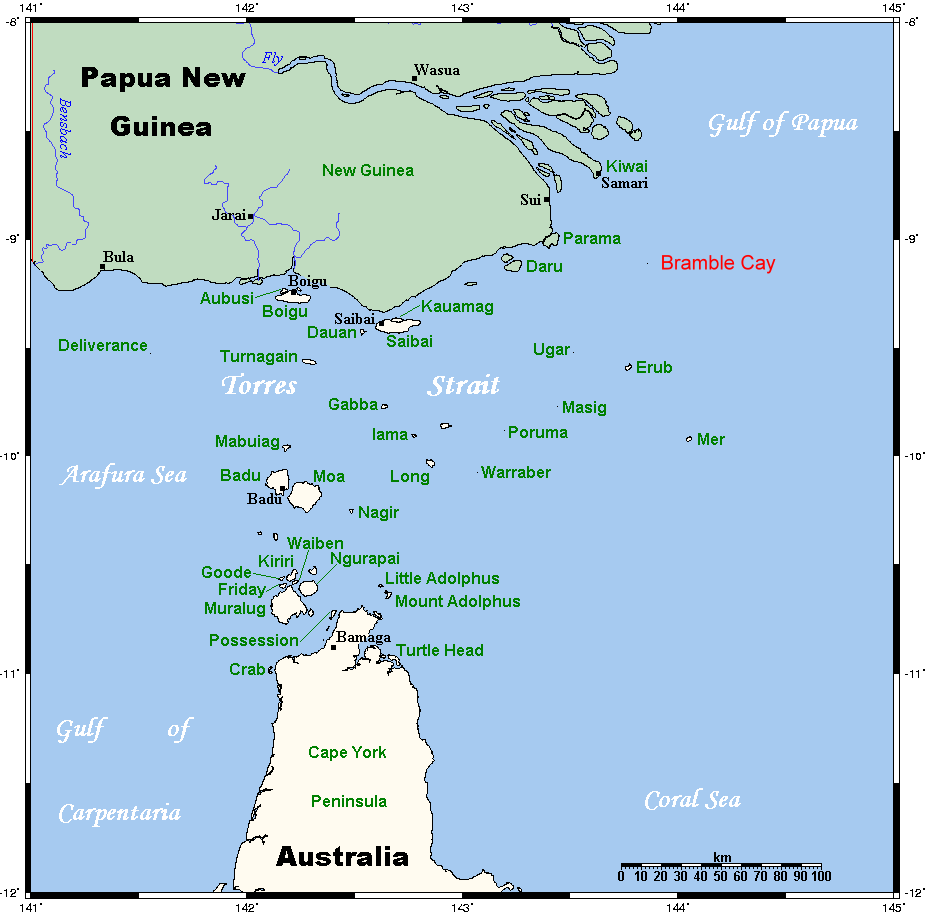
ブランブルケイメロミスは、トレス海峡にある低標高のケイの固有種だった

科学者たちは、この動物がどのようにブランブル・ケイに到達したかについては不明としている。研究によると、流木に乗り漂流してニューギニアの島からブランブル・ケイに到達したとする理論や、最近まで残っていたオーストラリアとニューギニアをつなぐ陸橋を渡って到達したとする理論がある。
ブランブルケイメロミスは、2002年にオーストラリアで最も孤立した哺乳類として記述された。ケイはトレス海峡の北東部にあり、パプアニューギニアのフライ川の河口から約50キロメートル (31 mi)離れている。ケイは4〜5ヘクタール（97⁄8〜123⁄8エーカー）であるが、メロミスは約2ヘクタール（5エーカー）の広さの島の植生部分のみに生息していた。島の植生は草とハーブで構成され、一般に0.4メートル（1フィート4インチ）未満である。島では11種の植物が記録されている。一般的なものには、Portulaca oleracea、Boerhavia albiflora、Cenchrus echinatus、Amaranthus viridisがある。また島は、海鳥の個体数が多く、毎年アオウミガメの繁殖による生態系の攪乱が見られた。ブランブルケイメロミスは、植物が密集した地域を好み、海鳥が密集している地域を避けた。この種は、P. oleraceaとウミガメの卵を餌とすることが観察されていた。本種の繁殖期は長く、性比は雌に偏っていた。
本種の推定個体数は大きく異なっていた。1845年の観察者は、1978年の調査と同様に、この動物は「数百匹」存在すると述べている。1998年の調査では42匹が捕獲され、それに基づいて個体数を約90匹と推定した。その後の2002年と2004年の調査では、それぞれ10個体と12個体しか捕獲されなかった。2008年には50個体未満、成熟個体数は100個体未満とさまざまに推定されている。

## 生息状況と保護

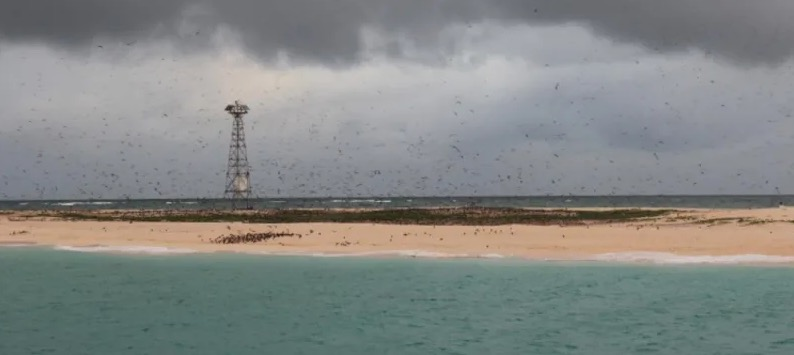
2014年のブランブルケイメロミスの包括的調査中にボートから見たブランブル・ケイ

この種の生息地は一般に、標高が低い（海抜3メートル (9+3⁄4 ft)未満）ために厳しい天候と海面上昇の影響を受けやすいと説明されていた。この種の最後の既知の目撃情報は、2009年に研究者によって報告された。2011年の調査では、見つけることができなかった。2014年の短期間の調査で種の痕跡が見つからなかったので、科学者たちは飼育下での繁殖プログラムを開始するため、残っているすべての個体を徹底的に調査して捕獲することにした。しかし、必要な権限を取得するのに5か月かかった後の2015年に到着したときには、1匹も見つけることができなかった。
2016年6月、クイーンズランド州環境遺産保護省とクイーンズランド大学の研究者は共同で、この種が確かに絶滅したと報告し、「重要なことに、これはおそらく人為的な気候変動による哺乳類の絶滅として初めて記録されたものである」と付け加えた。国際自然保護連合は2015年5月からの評価に基づき、同年に絶滅したとしているが、Australian Geographicに掲載された文章でローレン・スミス (Lauren Smith)は、「報告書の著者らは、パプアニューギニアのフライ川デルタ地域の周辺には、まだ知られていない本種の個体群が存在する可能性がわずかにあること、また、その地域が適切に調査されるまでは、ブランブルケイメロミスのIUCNのレッドリストに「絶滅した可能性あり (Possibly Extinct)」のタグを追加すべきであることを指摘している」と述べた。
オーストラリア政府環境エネルギー省は、2019年2月18日にブランブルケイメロミスの絶滅を正式に認定した。クイーンズランド州政府の報告書によると、絶滅の原因として考えられるのは、過去10年間に何度も島に浸水したことで、この種の生息地が失われたことである。場合によっては浸水で直接死亡していた可能性もある。海面水位は1993年から2010年の間に毎年0.6センチメートル (1⁄4 in)上昇したと推定されており、低気圧性暴風雨に伴う海面水位の大幅な上昇の発生率も増加した。

## 絶滅の解説
クイーンズランド州政府の報告書ではまた、「重要なことに、これはおそらく、人為起源の気候変動による哺乳類の絶滅として初めて記録されたものである」と述べ、絶滅の「根本的原因」は地球温暖化の結果としての海面上昇であると述べられた。コンサベーション・インターナショナルの気候変動生物学の上級科学者リー・ハンナは、この種を救うことはできたかもしれないと語った。
チャールズ・ダーウィン大学の鳥類学者ジョン・ウォナースキーは、絶滅は予見や予防が可能だったと述べた。この種の立場が不安定であることは何年も前から知られていた。彼は、その損失の少なくとも一部は、保護プログラムへの資金不足と、多くの人々の注目を集めるほどにはこの動物のカリスマがなかったという事実によると信じていた。2016年の論文で、ウォナースキーらは、ブランブルケイメロミスは2009年から2014年の間に絶滅したオーストラリア固有の3種の脊椎動物のうちの1種であり、3種の絶滅はそれぞれ予防可能であったと述べた。
シドニー・モーニング・ヘラルドによると、2008年の「回復計画 (recovery plan)」は、生存へのリスクを過小評価していた。回復計画では「海面上昇や熱帯低気圧の頻度と強度の増加を含む、気候変動が起こる可能性が高いという結果が、この計画の期間中、ブランブルケイメロミスの生存に大きな影響を与える可能性は低い」と述べられていた。2019年2月20日、オーストラリアの漫画家First Dog on the Moonは「A moment of silence for the Bramble Cay melomys, another victim of climate change（もう一つの気候変動の犠牲者となったブランブルケイメロミスに捧げるささやかな黙祷）」というタイトルのブランブルケイメロミスを扱ったカートゥーンのトリビュートを出版した。